# 恒农县 (南梁)
恒农县，中国南北朝时设置的县。
南朝梁時設置，治所位於現今中華人民共和國安徽省阜阳市阜南县境内。北齐时該縣被廢除。